# Joris Smit
Joris Smit (1981) is een Nederlands acteur.

## Loopbaan
Smit studeerde aan de acteursopleiding van de Toneelacademie Maastricht. Hij was als acteur onder meer te zien bij het Noord Nederlands Toneel, Artemis en De Warme Winkel. Sinds 2013 is hij vast verbonden aan Het Nationale Toneel/Het Nationale Theater. In de dramaserie De Fractie vertolkte hij de hoofdrol, politicus Tim Snel, en in Nood speelt hij een van de hoofdrollen (2021/2022).

## Prijzen en nominaties
- 2011: nominatie Arlecchino voor de 'meest indrukwekkende mannelijke bijdragende rol' in Alice in Wonderland (Noord Nederlands Toneel, regie van Ko van den Bosch)
- 2011: nominatie Gouden Kalf voor beste acteur voor zijn rol in de film Lotus.
- 2016: nominatie Louis d'Or voor de 'meest indrukwekkende dragende rol' in De revisor van het Nationale Toneel.
- 2016: gewonnen, de Guido de Moor-prijs
- 2019: nominatie Louis d'Or voor de 'meest indrukwekkende dragende rol' in De Wereld volgens John van Het Nationale Theater.

- Gemeinsame Normdatei: 1181022207
- Virtual International Authority File: 541155345588706430009